# Елизабет Сибила фон Саксония-Ваймар-Айзенах
Елизабет Сибила Мария Доротея Анна Амалия Луиза фон Саксония-Ваймар-Айзенах (на немски: Elisabeth Sybille Marie Dorothea Luise Anne Amalie von Sachsen-Weimar-Eisenach; * 28 февруари 1854, Ваймар; † 10 юли 1908, дворец Вилигард в Мекленбург-Предна Померания) е принцеса от Саксония-Ваймар-Айзенах и херцогиня на Саксония и чрез женитба херцогиня на Мекленбург-Шверин.

## Живот
Тя е най-малката дъщеря на велик херцог Карл Александер фон Саксония-Ваймар-Айзенах (1818 – 1901) и съпругата му принцеса София Нидерландска (1824 – 1897), дъщеря на крал Вилхелм II Нидерландски (1792 – 1849) и руската велика княгиня Анна Павловна (1795 – 1865).
Елизабет Сибила се омъжва на 6 ноември 1886 г. във Ваймар за херцог Йохан Албрехт фон Мекленбург (* 8 декември 1857; † 16 февруари 1920), син на велик херцог Фридрих Франц II фон Мекленбург (1823 – 1883) и принцеса Августа Ройс-Кьостриц (1822 – 1862). Бракът е бездетен. Двамата живеят от 1898 г. в новопостроения дворец Вилиград, чийто парк тя преобразува по пример на родния ѝ парк във Ваймар. Тя, съпругът ѝ и баща ѝ се занимават с колониалните територии на немския райх в Африка.
Елизабет е приятелка с Франц Лист. Тя пее и свири с него на пиано. Той пише в нейна чест Au Château de Wiligrad.
Елизабет Сибила умира след дълго боледуване на 10 юли 1908 г. на 54 години в дворец Вилиград близо до Любсторф в Мекленбург-Предна Померания и е погребана на 15 юли 1908 г. в катедралата в Доберан. Нейният вдовец Йохан Албрехт се жени втори път на 15 декември 1909 г. за принцеса Елизабет фон Щолберг-Росла (1885 – 1969).
- Елизабет и нейният съпруг Йохан Албрехт фон Мекленбург-Шверин
- Дворец Вилиград